# 辰塔公路横潦泾大桥
辰塔公路跨黄浦江大桥，是跨越黄浦江上游横潦泾的一座桥梁，大桥北起甘德路，南至十二勤河，全长1648米。穿越石湖荡镇和泖港镇。工程于2015年12月30日下午3时建成通车。